# Овраменков Круг
Овраменков Круг — поселение III—V, X-XIII веков, расположенные в 3 километрах к западу от с. Березанка Черниговского района в урочище Овраменков Круг.

## Исследования
Поселение открыто в 1983 году, обследовано — в 1985 году. Его общая площадь составляет 4,8 га.

## Поселение киевской культуры
Во время раскопок исследованы здания киевской культуры III—V века. В заполнении одного из которых обнаружены фрагменты лепной керамики и керамическое прясло.

## Русское поселение и могильник
12 зданий Х-ХI веках хозяйственного и производственного назначения имели удлиненную и овальную форму. В южной части раскопа обнаружен котлован жилья XI—XII веках, столбовой конструкции. Печь была размещена в правом углу от входа. В пахотном слое и заполнении котлована найдены костяной односторонний гребень с футляром, проколки, ключи, кубовидный замок, пряслица, бруски, ножи.
В северо-западной части раскопа исследован грунтовой могильник. Три из пяти захоронений совершены по христианскому обряду.
На южном склоне впадины исследованы 6 жилищ и одну хозяйственную постройку. Во всех жилищах прослеживаются наклонные входы. Справа или слева от входа находится печь.
В пахотном слое и в заполнении котлованов обнаружена керамика XII—XIII веков, фрагменты стеклянных браслетов, ножи, прясла, дужку ведра, бронзовый сосуд, плинфу, бруски, а также литую бронзовую бляху с эмалью и позолотой, которая на обратной стороне имеет 5 заклёпок.